# Aechmea roberto-anselmoi
Aechmea roberto-anselmoi är en gräsväxtart som beskrevs av Edmundo Pereira och Elton Martinez Carvalho Leme. Aechmea roberto-anselmoi ingår i släktet Aechmea och familjen Bromeliaceae. Inga underarter finns listade i Catalogue of Life.